# Войт Володимир Володимирович
Володимир Володимирович Войт  (англ. Volodymyr Voyt Jr; нар. 27 серпня 1979, Київ) — заслужений артист України, бандурист, імпровізатор, композитор.

## Життєпис
Народився 27 серпня 1979 р. у м. Київ в родині бандуриста-співака, соліста Національної заслуженої капели бандуристів України ім. Г. Майбороди Володимира Войта-старшого. Закінчив у 2002 р. Національну музичну академію України ім. П. І. Чайковського, клас бандури кафедри народних інструментів (клас викладача Гриньківа Р. Д..). Факультативно вивчав старосвітські-народні інструменти, практично студіював торбан при кафедрі фольклористики НМАУ 2001—2002 (керівник Кушпет В. Г.). У тому ж ВНЗ пройшов асистентуру-стажування при кафедрі народних інструментів за спеціальністю бандура — 2005 р. (творчий керівник професор Баштан С. В.). Маґістратуру в Національному педагогічному університеті ім. М. П. Драгоманова, кафедри теорії та методики музичної освіти, хорового співу і диригування— 2011 р. (клас професора Авдієвського А. Т.). Перебуваючи консультантом на п'ятнадцятому Міжнародному семінарі бандуристів у м. Торонто 2006 рік, вивчає традиційну бандуру зразка Георгія Ткаченка від Віктора Мішалова.
З 2001 року — артист, соліст Національної заслуженої капели бандуристів України ім. Г. І. Майбороди, м. Київ. Численні колективні та сольні виступи, гастролі в Україні. Аудіозаписи сольних епізодів оркестрового музикування.
У 2008 році стає артистом оркестру Національного заслуженого академічного українського народного хору України ім. Г. Г. Верьовки. Цього ж року, удостоєний Почесного звання — Заслужений артист України.
Лауреат (ІІ премія за найкращу композицію на народній основі для бандури та III премія за найкращу концертну п'єсу для бандури) на першому Міжнародному конкурсі композицій для бандури імені Григорія Китастого, який проводила Канадська фундація «Бандура» та капела бандуристів ім. Г. Китастого, м. Торонто, Канада, 2000 р.. Лауреат (II премія) Міжнародного конкурсу виконавців на народних інструментах ім Г. Хоткевича (2001). У 2006 році, стає почесним членом Канадської капели бандуристів (The Canadian Bandurist Capella) з м. Торонто, керівник Заслужений артист України Віктор Мішалов. Спільні концерти з капелою в провінції Манітоба, Канада. Численні гастролі в Європі (Литва, 1991 р.; Німеччина 1993, 2011 рр.; Польща 1994 р. ; Туреччина 1996, 2008 рр.) та Північній Америці (США 2003, 2004 рр.; Канада 2005, 2006, 2014, 2019 рр.), Ізраїль 2011 р., Чехія 2019 р., Австрія 2019 р.

## Участь у міжнародних та всеукраїнських фестивалях
- 1994 Польща — Бидгощ, XVII bim. palac. bydgoszcz. pl/ Bydgoskie Impresje Muzyczne ;
- 1996 Туреччина — Анкара, II. ULUSLARARSI «MUZIK VE DOSTLUK FESTIVALI»;
- 2006 Канада — DAUPHIN, MANITOBA cnuf. ca/ Canada's National Ukrainian Festival ;
- 2006 Канада — Торонто, Онтаріо ukrainianfestival. com/ The Bloor West Village Ukrainian Festival ;
- 2008 Україна — Київ, kiev. ua/art_news_1519. php/ Всеукраїнський фестиваль бандурного мистецтва імені Остапа Вересая;
- 2022 Словаччина — Братислава, World Music Festival Bratislava
- 2022 Велика Британія — Гаддерсфілд, hcmf//
- 2023 США — Нью Йорк, UCMF

## Видані записи
ROXOLANA'S DREAM 2005, CD
Дебютний проєкт Володимира Войта молодшого. На диску представлені оригінальні твори, а також перекладення академічної інструментальної музики для бандури соло. Поряд з іншими представлені дві авторські композиції бандуриста: титульна Сон Роксолани та Ніаґарські водоспади. VoRuV (Canada-Ukraine) 2005.
A MORNING PATH IN DEEP SNOW 2023, CD
Альбом авторської, імпровізаційної музики Володимира Войта зіграної на трьох інструментах харківського типу: Light in the window / Temperament (dedicated to La Monte Young) / 4 Fridays untilSpring / On the verge / Octochord 01 / A morning path in deep snow / Dark in Kyiv / Trench candle / Campane for Ärvo (dedicated to Ärvo Part) / Lacrime ad est… VoRuV (Ukraine) 2023.

## Інші проєкти
- 2005—2006 Робота над музикою до художнього фільму «Прорвемось!», «ПРЕ» production. Володимир Войт молодший, став одним з переможців конкурсу «СаундПРЕК», або «Музика з народу» написавши музику до найбільш драматичних та багатих на емоції епізодів фільму. Опісля прем'єри яка відбулась 9 березня 2006 року, чимало епізодів фільму перезняли змінивши сюжет. Видання саундтреку було відкладено.
- 2006 Співпраця з групою Океан Ельзи в проєкті «Веселі, брате, часи настали»[3]. 15 жовтня відбулася прем'єра музичного відеокліпу знятого на нову пісню групи Океан Ельзи з однойменною назвою. Саме партія бандури у виконанні Володимира Войта молодшого звучить у цій пісні, акомпануючи вокалу Святослава Вакарчука.
- 2007 Музичний супровід до слайд-фільму «Київська панорама». Фотопроєкт художника, фотографа Анатолія Заїки. Імпровізаційна музика на бандурі супроводжує відеоряд, який складається з великої кількості тематичної підбірки світлин.
- 2012 Гнат Хоткевич «Музичні інструменти українського народу», друга редакція, Видавець Савчук О. О. — науковий консультант, ілюстрації.
- 2013 «Торба міхонші», спільно з Войтом В. І., Музична Україна, твори для бандури.[4]
- 2014 Віктор Мішалов «Харківська бандура». Видавець Савчук О. О.  — ілюстрації.
- 2014 «Хоробра сімнадцятка» / «Music of survival», режисер Орест Сушко, документальний фільм, Канада — керівник виробництва в Україні, виконавець-бандурист, саундтрек, ілюстрації, архівна робота, консультант української версії фільму.
- 2018 Міжнародний форум бандуристів — куратор.

## Твори
бандура соло:
- Сон Роксолани (1-ша ред. 1998; 2-га ред. 1999)
- Варіації на тему української народної пісні «Гаю, гаю, зелен розмаю» (1999)
- Колискова (2001)
- Зайчику парафраз на тему української народної пісні (за М. Леонтовичем «Гра в зайчика»)(1-ша ред. 1999; 2-га ред. 2002)
- Niagara Falls /Ніаґарські водоспади/ (2005)
- Світло у вікні для Харківської бандури (2023)
- 4 п'ятниці до весни для Харківської бандури (2023)
- Темно в Києві для Харківської бандури (2023)

мелодекламації у супроводі бандури:
На вірші Тараса Шевченка
- По улиці вітер віє та сніг замітає... (2024)
- Мій Боже милий, знову лихо! (2024)
- І досі сниться... (2024)
- Неначе степом чумаки... (2024)

На вірші Олега Лишеги
- Погляд, затоплений сльозою (2024)
- Снігу, ти дивний гостю (2024)

На вірші Сергія Жадана
- Не промовляй це вголос (2024)
- Коли кожна душа (2024)